# Frederick Boylstein
Frederick „Fred” Boylstein (ur. 15 marca 1902 w Ford City, zm. 28 lutego 1972 w Kittanning) – amerykański bokser wagi lekkiej. W 1924 roku na letnich igrzyskach olimpijskich w Paryżu zdobył brązowy medal.